# TEDAX

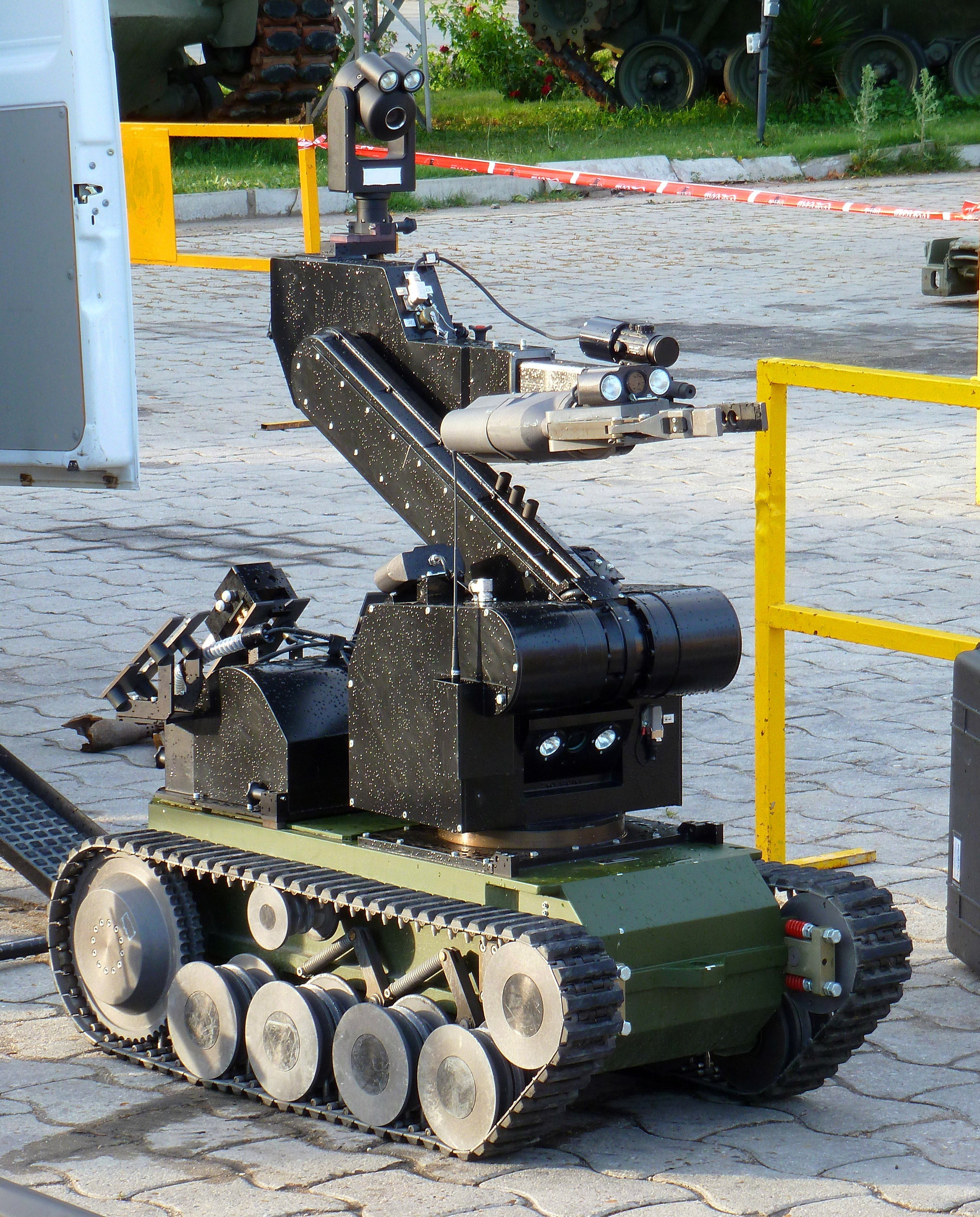
Robot de desactivación de explosivos Telerob tEODor del Ejército español.

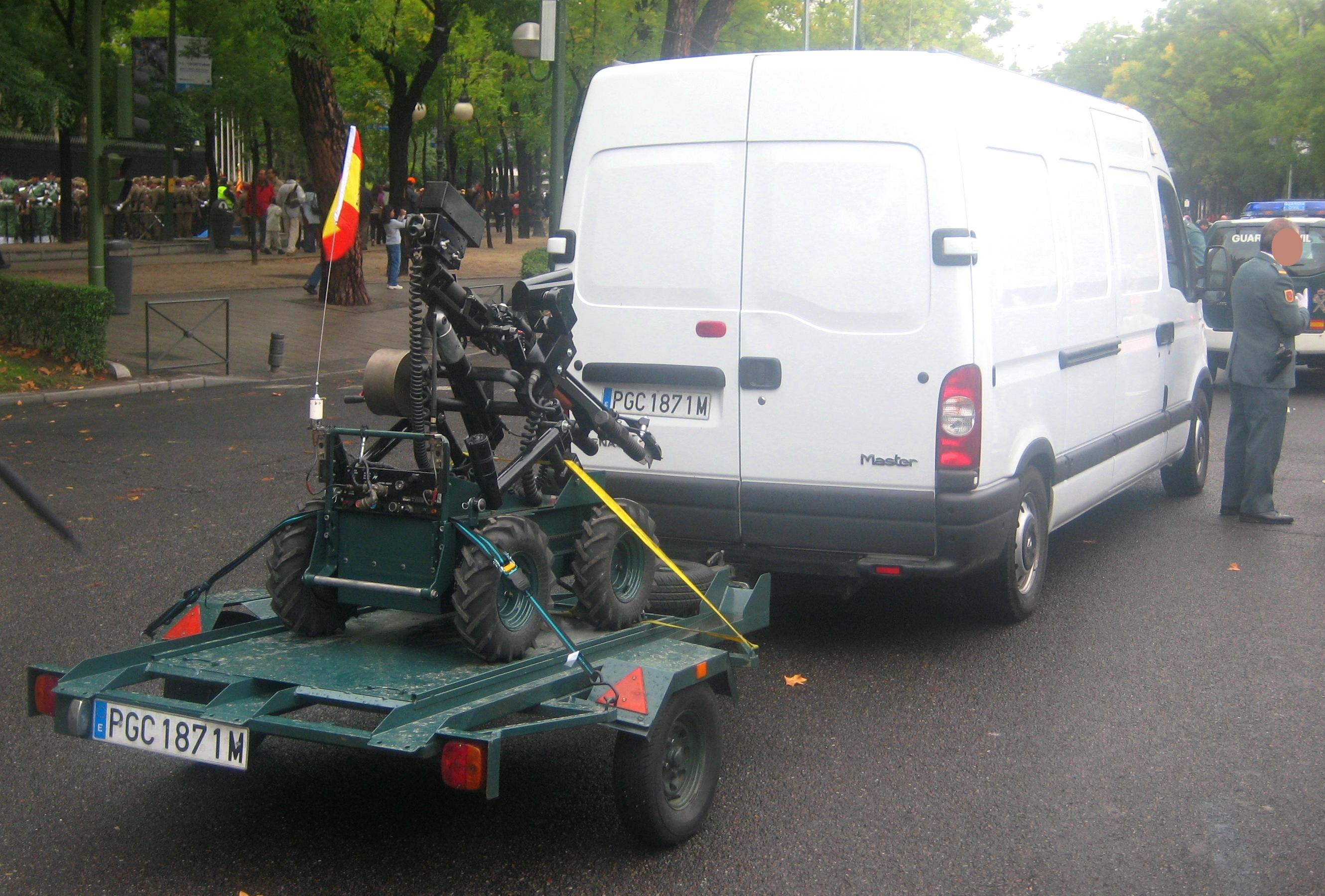
Un robot de la Guardia Civil.

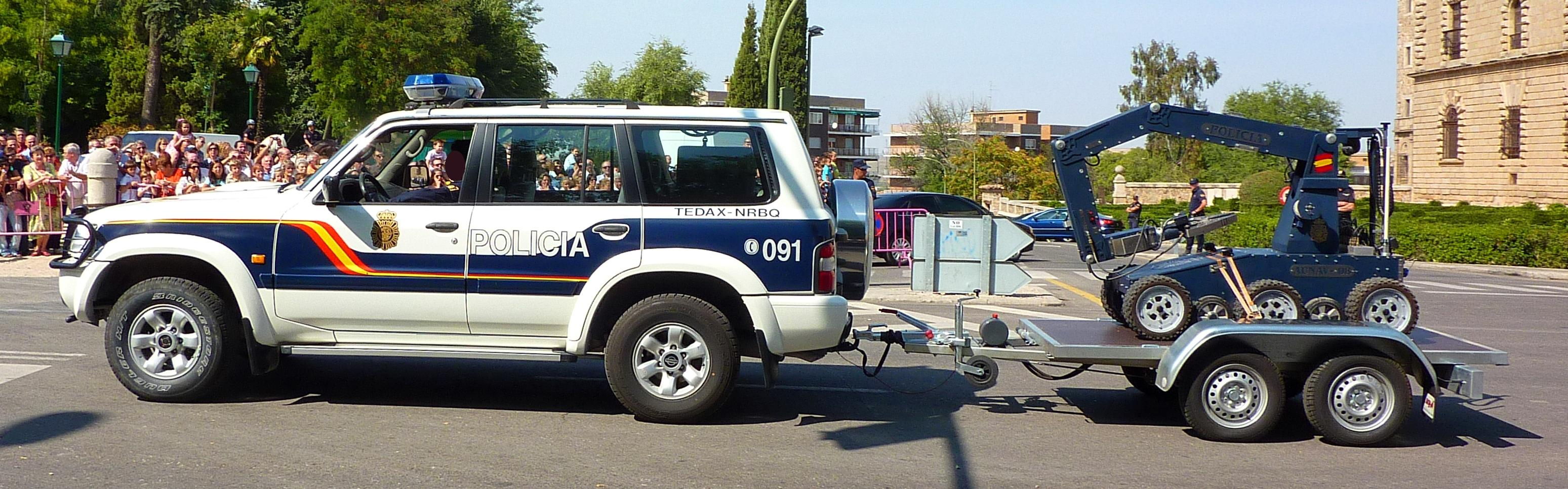
Robot AUNAV del Cuerpo Nacional de Policía de España.

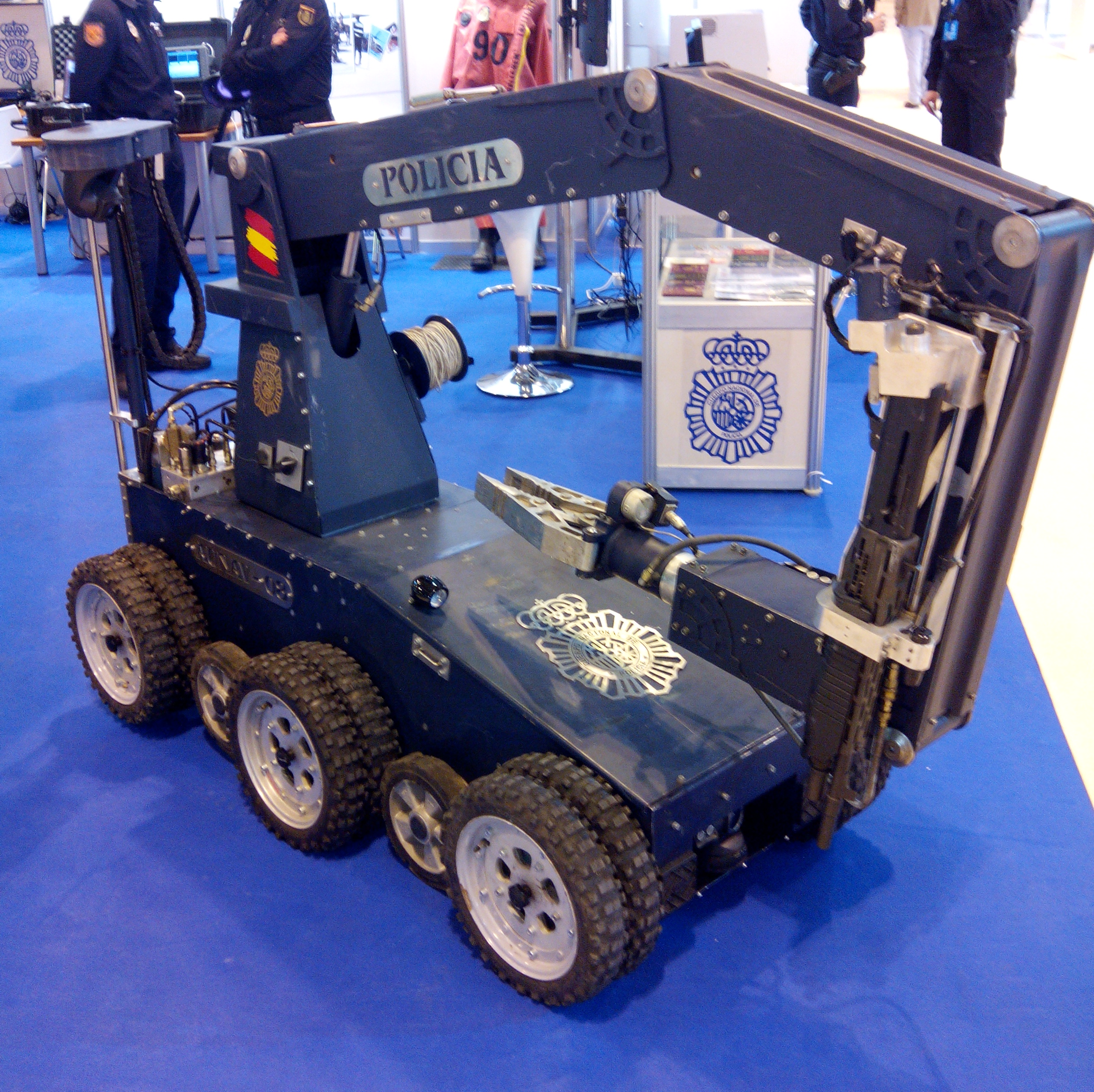
Robot AUNAV en Homsec 2015.

Técnico Especialista en Desactivación de Artefactos Explosivos (TEDAX o Tédax) es la denominación que reciben en España aquellas unidades de élite (pertenecientes a las Fuerzas y Cuerpos de Seguridad del Estado y algunas policías autonómicas) cuya especialidad es la neutralización, desactivación e intervención de artefactos explosivos no reglamentarios (conocidos popularmente como "bombas") y la realización de los estudios e informes (peritajes) de los mismos. También se les denomina vulgarmente artificieros.
Dichos especialistas forman parte de las unidades del mismo nombre que existen en los cuerpos policiales y, hasta que se cambiaron el nombre en el año 2001, también en los militares. Dicho cambio de denominación en las Fuerzas Armadas españolas sucedió a raíz de la entrada del país en la OTAN. La adopción de los estándares internacionales referentes a la actividad de eliminación de municiones y artefactos explosivos (EOD, por su sigla en inglés) en los ejércitos supuso, por un lado, que la denominación TEDAX se sustituyera por la denominación internacional EOD y, por otro, que la capacitación de dichos técnicos militares en EOD españoles cubriera también la desactivación de artefactos explosivos convencionales no explosionados (municiones). 
Los TEDAX de las Fuerzas y Cuerpos de Seguridad del Estado y los EOD de las Fuerzas Armadas se han convertido en piezas clave en la lucha antiterrorista, cada cual en su ámbito de competencia. Para el desempeño de su función cuentan con el apoyo de alta tecnología de diseño específico, como robots especializados o trajes especiales de alta protección antiexplosión, entre otros.
En España existen unidades TEDAX en la Guardia Civil, en el Cuerpo Nacional de Policía y en algunas policías autonómicas, y existen unidades de EOD en el Ejército de Tierra, en el Ejército del Aire y en la Armada. 
A nivel nacional, la actividad de las unidades TEDAX policiales ha sido fundamental desde su creación a mediados de los años 70 (los TEDAX del Cuerpo Nacional de Policía y GC se crearon en 1975), debido a la intensa actividad de grupos terroristas como ETA. También jugaron un papel relevante en los atentados del 11-M. Fuera del territorio nacional, las unidades de EOD se han convertido en piezas esenciales en las operaciones internacionales que las Fuerzas Armadas Españolas llevan a cabo por todo el mundo, en zonas en las que la amenaza de los artefactos y las municiones es muy elevada.  
La primera víctima de las unidades TEDAX policiales, Rafael Valdenebro Sotelo, falleció en 1978 cuando intentaba desactivar un artefacto explosivo atribuido al MPAIAC. Las restantes víctimas, doce hasta el 2005, perdieron la vida al intentar neutralizar bombas de ETA: es la unidad de las Fuerzas y Cuerpos de Seguridad del Estado con más víctimas mortales por atentados terroristas. En las Fuerzas Armadas, la primera víctima de las Unidades TEDAX modernas fue el capitán Fernando Álvarez Rodríguez, que falleció en acto de servicio en el año 1993, en Bosnia y Herzegovina, sólo un año después de que España se estrenara desplegando sus tropas en misiones de mantenimiento de la paz en el exterior.

## Estructura organizacional
Los TEDAX tienen esta estructura organizacional:
- Órgano central, compuesto por una Jefatura, en la que se integran las siguientes unidades:
  - Unidad Central Operativa de Desactivación de Explosivos (UCODEX)
  - Unidad Central Operativa NRBQ (UCO NRBQ)
  - Centro de Adiestramientos en Desactivación de Explosivos y NRBQ (CADEX NRBQ)
  - Unidad de Reconocimiento de Subsuelo (URS)
- Organización territorial, formada a su vez por los siguientes operativos:
  - Unidades de Búsqueda y Desactivación, con ámbito de actuación provincial, que se estructuran en:
    - Grupos de Especialistas en Desactivación de Artefactos Explosivos y de naturaleza NRBQ (GEDEX)
    - Equipos de Búsqueda y Localización de Artefactos Explosivos y NRBQ (EBYL)

  - Unidad de Respuesta NRBQ

Escudo de los TEDAX de la Guardia Civil.
Emblema de los TEDAX de la Policía Nacional.
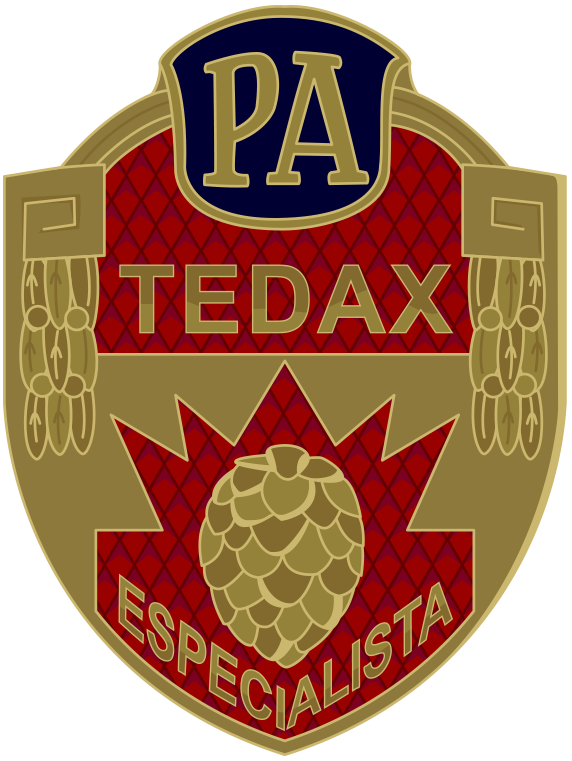
Primer emblema de los TEDAX del Cuerpo de Policía Armada.